# Joaquín Bestard Vázquez
Joaquín Bestard Vázquez (Mérida, Yucatán, 31 de enero de 1935-ibídem, 27 de febrero de 2017) fue un escritor y maestro mexicano; su obra literaria fue reconocida con varios premios nacionales, entre ellos recibió el Premio Nacional de Novela José Rubén Romero en dos ocasiones, en 1980 por La calle que todos olvidan y en 1989 por Trazar un sueño en el espejo y la Medalla Yucatán en 1985 por su mérito literario.

## Biografía
Joaquín Bestard Vázquez nació el 31 de enero de 1935 en la ciudad de Mérida, Yucatán. Estudió la primaria en la escuela Joaquín Barrera González de Ticul, en Yucatán. Vivió y estudió también en la ciudad de Monclova, Coahuila. Más tarde, se graduó como ingeniero civil en el Instituto Politécnico Nacional en la Ciudad de México habiendo cursado su especialización en ingeniería hidráulica en la Universidad Nacional Autónoma de México. Trabajó por más de treinta años en la Secretaría de Recursos Hidráulicos.
Fue cofundador y director del taller literario de la Universidad Autónoma de Yucatán y cofundador del taller de narrativa del Instituto de Cultura de Yucatán en la década de 1980. Colaboró con sus textos en diferentes medios impresos como: El Cuento, El Juglar, Entorno, Diario del Sureste, Páginas, Plural, Por Esto!, Recuento, «Sábado» —suplemento de Unomásuno—, Signos, Tierra Adentro y Unicornio. En su obra, que está compuesta por veintisiete títulos entre cuentos y novelas, pueden encontrarse evocaciones de la cultura de Yucatán y su población indígena.
Falleció el  27 de febrero de 2017 en Mérida Yucatán.

## Premios y reconocimientos
A lo largo de su carrera, Bestard Vázquez obtuvo varios premios y reconocimientos por su obra, recibió el Premio Nacional de Novela José Rubén Romero en 1980 por La calle que todos olvidan, otorgado por el gobierno del estado de Michoacán y el Instituto Nacional de Bellas Artes (INBA); el Premio Estatal de Literatura en 1984; el Premio del Primer Concurso Regional de Cuento de la Frontera Sur de México en 1985 por Los tiempos dorados de Tránsito, convocado por la Secretaría de Educación Pública; el Premio Nacional de Novela José Rubén Romero en 1989 por Trazar un sueño en el espejo; y el Premio Antonio Mediz Bolio en 1995. Por su mérito literario, también recibió la Medalla Yucatán en 1985, el máximo galardón otorgado por el gobierno del estado de Yucatán, y la Medalla Eligio Ancona en 2009, concedida por el gobierno del estado de Yucatán y la Universidad Autónoma de Yucatán.

## Obra
Entre sus obras se encuentran:

### Cuento
- La tierra silenciosa (1967)
- De la misma herida (1985)
- Los tiempos dorados de Tránsito (1985)
- El tambor de los desahuciados (1987)
- En la piel del agua (1992)
- Visita a la abuela (2006)

### Novela
- Un tigre con ojos de jade (1966)
- Neurosis (1969)
- Viejo cocodrilo, ¡llora! (1976)
- La calle que todos olvidan (1982)
- De la misma herida (1983)
- Sol de la guacamaya de fuego (1986)
- Trazar un sueño en el espejo (1989)
- La obsesión de Germán Ortiga (1990)
- Los pájaros negros del Señor (1992)
- Ocasos de un mar de cobre (1992)
- El caballo que huele a viento (1994)
- Balada de la Mérida antigua (2000)
- El cuello del jaguar (2000)
- El coleccionista de otoños (2003)
- El mundo mágico de los mayas (2003)
- Ciento y un años, koyoc (2003)
- Memorial de golondrinas (2005)
- Tío Ueto y los Locos 60s (2006)
- Yucatán, leyenda y mar (2007)
- El eco infame del cisne (2007)
- Mujer, mujer divina (2008)
- Viaje a la leyenda (2008)
- A piedra y sol maya (2010)
- Red Macaw Sun (2011)